# Xiphidiopsis beybienkoi
Xiphidiopsis beybienkoi är en insektsart som beskrevs av Andrej Vasiljevitj Gorochov 1993. Xiphidiopsis beybienkoi ingår i släktet Xiphidiopsis och familjen vårtbitare. Inga underarter finns listade i Catalogue of Life.